# Kising’a (Iringa)
Kising’a ist ein Verwaltungsbezirk (englisch Ward) des Distrikts Iringa in der tansanischen Region Iringa.

## Geografie
Kising’a liegt im südlichen Hochland von Tansania etwa 20 Kilometer Luftlinie nördlich der Regionshauptstadt Iringa. Der Bezirk grenzt im Norden an Nyang'oro und Kihorogota, im Osten an Uhambingeto, im Südosten an Irole, im Süden an Nduli und im Westen an Kiwere. Bei der Volkszählung 2022 lebten 9576 Menschen in 2537 Haushalten auf einer Fläche von 249 Quadratkilometern.

## Gliederung
Der Bezirk besteht aus sechs Gemeinden (swahili Mtaa) mit 34 Orten (Kitongoji):
| Ilambilole - Ilambilole A - Ilambilole B - Kihesa - Mnadani - Mbuyuni - Nazareti - Mji Mwema - Chalinze | Matembo - Mtakuja - Jangwani - Soweto | Mkungugu - Godown - Nyamahana - Madizini - Kigas A - Kigas B - Kigas C | Kinywang’anga - Mheza - Mjimwema - Songambele - Tulian | Igingilanyi - Paradise - Mnang’ana - Temeke - Kilimani - Ubena - Ngongwa | Kising’a Ismani - Chapakazi - Winome - Motomoto - Mkalama - Mapinduzi - Mapambano - Songambele |

## Wirtschaft und Infrastruktur
- Landwirtschaft: In einer Höhenlage zwischen 1200 und 1600 Metern werden überwiegend Tabak, Sonnenblumen, Kohl, Weizen, Sojabohnen, Mais, Baumwolle, Tomaten, Süßkartoffeln, Yamswurzeln, Bohnen, Sesam, Gemüse und Obst angebaut.[8]
- Bildung: Die Kising’A Secondary School ist eine private weiterführende Schule, die Tagesschüler bis zur 4. Stufe ausbildet.[9]
- Gesundheit: In den Gemeinden Ilambilole,[10] Matembo,[11] Mkungugu,[12] Kinywang'anga[13] und Kising'a Ismani[14] gibt es je eine Apotheke.
- Verkehr: Die von Iringa nach Dodoma führende Nationalstraße T5 verläuft durch den Bezirk.[15]